# Urtica trichantha
Urtica trichantha là loài thực vật có hoa trong họ Tầm ma. Loài này được (Wedd.) Acevedo & NAVAS miêu tả khoa học đầu tiên năm 1961.